# Elmar Profft
Elmar Profft (* 28. Mai 1905 in Hannover; † 12. Januar 1978 in Wernigerode) war ein deutscher Chemiker und Hochschullehrer. Er war 1961 Rektor der Technischen Hochschule für Chemie Leuna-Merseburg.

## Leben
Elmar Profft studierte ab 1924 Chemie an der Friedrich-Wilhelms-Universität und wurde Mitglied des Corps Teutonia Berlin. Als Schüler von Walther Nernst und Carl Mannich wurde er 1930 zum Dr. phil. promoviert. Mannichs Arbeiten über die Aminomethylierung beeinflussten Proffts eigene Arbeiten. Er war dann für fünf Jahre als Assistent in Landsberg (Warthe) an den Preußischen Landwirtschaftlichen Versuchsanstalten tätig. 1936 übernahm er die Leitung des zu der Glanzstoff-Fabriken AG gehörenden Forschungsinstituts in Teltow-Seehof. Im Jahr 1947 ging er als Leiter der wissenschaftlichen Abteilung zum im Magdeburger Stadtteil Salbke ansässigen Chemiewerk Fahlberg-List. Später wurde er Forschungsdirektor des Werks. Sein Aufgabengebiet war hier die Forschung bezüglich der Verwertung von Abfallprodukten und vor allem die Beseitigung in der Nachkriegszeit bestehender Lücken in der Versorgung. So gelang es mit Hilfe der Mannich-Reaktion, das Anästhetikum Falicain unter Nutzung einheimischer Rohstoffe herzustellen und so die in Ostdeutschland bestehende Versorgungslücke zu schließen. Er verfasste Arbeiten über Hydroxyaminonitrobenzole und ermöglichte so Erkenntnisse über Zusammenhänge von Geschmack und Konstitution von Süßstoffen. Profft entwickelte den Süßstoff Falimint. 

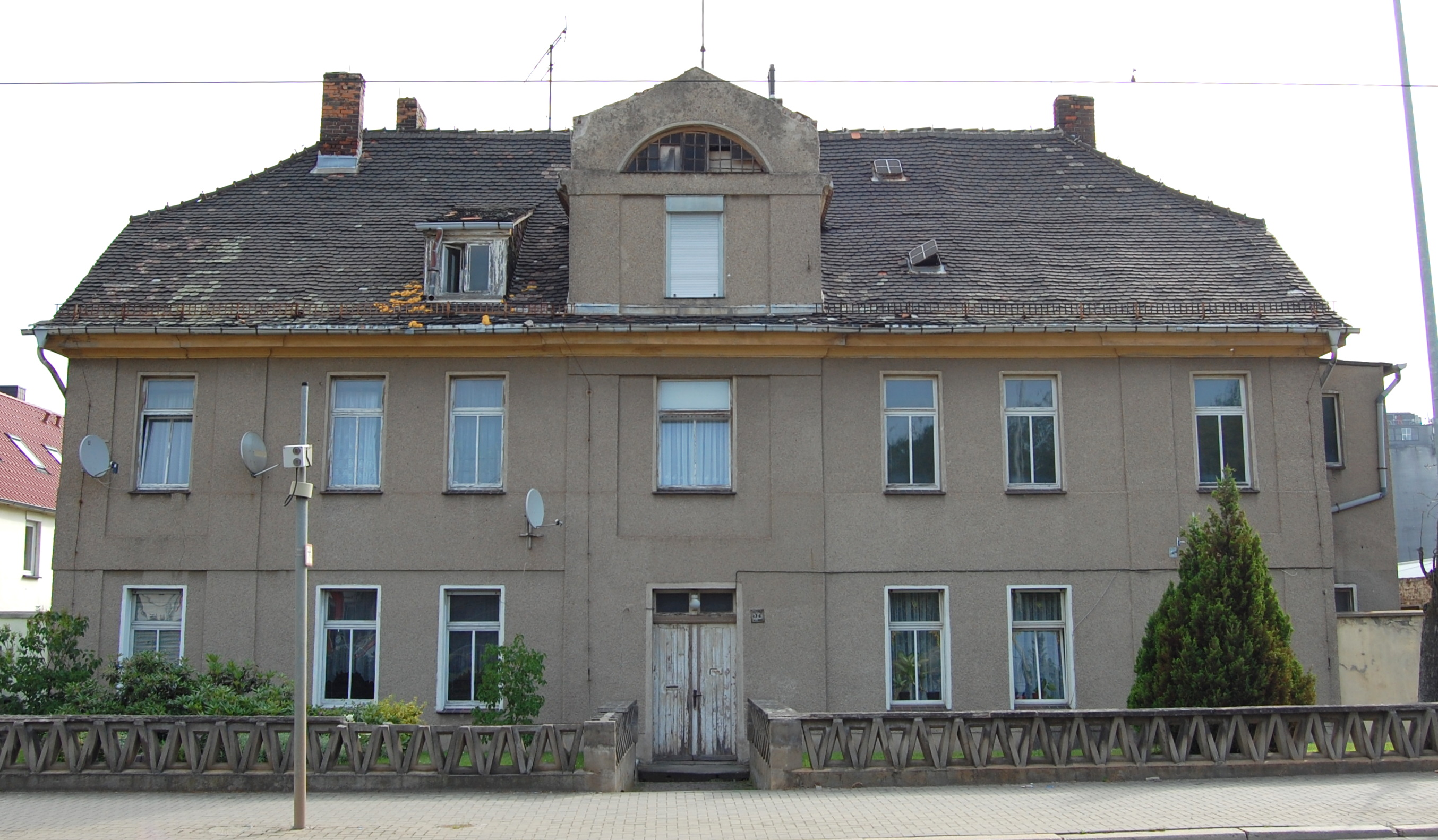
Mehrfamilienhaus in Magdeburg-Salbke, in dem Elmar Profft wohnte, Aufnahme 2010

 In dieser Zeit lebte Profft in Alt Salbke 57 in unmittelbarer Nähe des Werks. Die Zeitung Neues Deutschland zitierte ihn 1950 mit einer politischen Forderung nach Ächtung von Atomwaffen.
Nach seiner 1955 an der Universität Leipzig erfolgten Habilitation wurde er 1956 Professor an der Technischen Hochschule Merseburg. Im März 1961 übernahm er dort die Funktion des Rektors in der Nachfolge von Heinz Schmellenmeier. Äußerungen im Zusammenhang mit seiner Mitgliedschaft im Corps Vandalia-Teutonia in West-Berlin und mit dem Mauerbau standen im Widerspruch zur Weltsicht der Deutschen Demokratischen Republik. Deshalb wurde er bereits im Dezember 1961 von seinen Hochschulaufgaben entbunden. Sein Nachfolger als Rektor war ab Januar 1962 Rolf Landsberg.
Im folgenden Jahr 1962 ging Profft mit dem jungen Chemiker Herbert Teubner nach Wernigerode. Er errichtete dort die Abteilung für Tierarzneimittelforschung der VVB Pharmazeutische Industrie, deren Leitung er übernahm und in der diverse Tierarzneimittel entwickelt wurden. 1970 ging er in den Ruhestand, sein Nachfolger wurde der inzwischen promovierte Herbert Teubner.
In seinem Wernigeröder Wohnhaus hatte Profft sich ein Labor eingerichtet, in welchem er bis zu seinem Tode weiter im Bereich der präparativen Chemie forschte. 1990 – also 12 Jahre nach seinem Tode – wurde er rehabilitiert.
Er erwarb 75 Patente und verfasste 150 Veröffentlichungen. Profft war Mitherausgeber der in Leipzig veröffentlichten Zeitschrift für Chemie und hatte über viele Jahre die Leitung des überbetrieblichen Zentralen Arbeitskreises Organisch-chemische Zwischenprodukte inne. Er wurde 1950 als Verdienter Erfinder ausgezeichnet. 1960 wurde ihm der Nationalpreis der DDR verliehen.

## Schriften
- Zur Kenntnis des 2,3-Oxynaphthaldehyds und der Naphthocumarine, Dissertation Berlin 1930;
- Die Falicaine, 1954;
- Höhere Intensivsüßstoff-Homologe. In: Chemische Zeitung 46, Heft 10, 1956, 309f.;
- Zur Kenntnis der Falicaine (7. Mitteilung mit Zitat der früheren Mitteilungen), in: Chemische Technik 10, 1958, 302ff.